# Ерцхерцогство Австрия
Ерцхерцогство Австрия (на немски: Erzherzogtum Österreich), през ранното ново време също Долна Австрия (Niederösterreich), след това често и Ерцхерцогство Австрия над и под Енс (Erzherzogtum Österreich ob und unter der Enns), се създава през 1453 г. с официалното признаване на документа Privilegium maius, който издига статута на Херцогство Австрия до ерцхерцогство.
Ерцхерцогството е част от Хабсбургската монархия, от Свещената Римска империя на немската нация и след това от Австрийската империя. Управлявано е от династията на Хабсбургите и, след като те измират по мъжка линия, от наследилата я династия на Хабсбург-Лотарингите.
Столица е Виена, резиденции са също Линц и Винер Нойщат.

## Развитие
През 1358/1359 г. по нареждане на австрийския херцог Рудолф IV се създава Privilegium maius – фалшифицирана версия на документа Privilegium minus от 1156 г. Документът съобщава, че подминатата в Златната була на Карл IV Австрия се поставя равна на курфюрствата в Свещената Римска империя. Император Карл IV отказва да признае открития като фалшив документ.
Едва през 1453 г. този документ е признат от Хабсбурга Фридрих III, с което названието ерцхерцогство става служебно.
През 1861 г. Ерцхерцогство Австрия е формално разделено на Ерцхерцогство Австрия над Енс и Ерцхерцогство Австрия под Енс, при което се запазва общата титла ерцхерцог на Австрия над и под Енс.